# かわせみ (ソフトウェア)
かわせみは、物書堂が開発・販売しているmacOS用日本語入力プログラム。2023年11月以降の現行バージョンの商品名は「かわせみ4」である。
macOS用の日本語インプットメソッドで、プロプライエタリとしてリリースされている3種（かわせみ、ATOK、macOS付属の日本語入力）のうちの一つ。エルゴソフトの「egbridge Universal 2」を基に開発され、変換エンジンと一部機能（スマート履歴変換、スマート・インライン変換などの省入力機能など）を引き継いでいる。なお操作パレットなど搭載していない機能もある。

## 歴史
2008年1月28日にEGBRIDGEを開発・販売していたエルゴソフトがパッケージソフト事業から撤退。同年2月29日に同社の技術者2人が独立して、エルゴソフトの親会社であるコーエー（現・コーエーテクモホールディングス）からegbridge Universal 2のかな漢字変換エンジンおよび一部のユーザインタフェースのライセンスを受けて日本語入力プログラムを開発。2009年10月26日販売。かわせみ（バージョン1.x）は、Mac OS X 10.5 Leopard以降OS X 10.8 Mountain Lionまでについてサポートした。
2013年11月にOS X Mavericks 10.9に対応し、OS X 10.8 Mountain Lion以降で動作する「かわせみ2」を発売した。楽ひらによる手書き文字認識などを実装した。
2017年に物書堂がegword Universal 2のmacOS High Sierra 10.13対応版を開発・販売するに当たって、egbridge Universal 2の開発資産も取得した。
2020年のmacOS Big Surは「かわせみ2」の動作保証外とされ、同年12月に発売された「かわせみ3」でApple M1を搭載するMacとmacOS Big Surに対応した。「かわせみ3」はmacOS Catalina 10.15以降で動作し、Big Sur、macOS Monterey、macOS Venturaをサポートする
2023年のmacOS Sonomaでは、「かわせみ4」へメジャーアップデートまでのあいだ、かわせみ3（v3.0.3）にて暫定対応となった。同年11月14日、Sonoma に対応しVentura以降で動作する「かわせみ4」が発売された。

### バージョン履歴
※カッコ内の数字は、ビルドナンバー（開発者がソフトウェアのバージョンを管理するための番号）である。
- 2009年
  - 10月26日 バージョン 1.0 一般販売開始 … Mac OS X 10.5 Leopard、Mac OS X 10.6 Snow Leopardに対応
  - 11月18日 バージョン 1.0.1 （42 および 43）
  - 12月20日 バージョン 1.0.2 （48）
- 2010年
  - 1月15日 バージョン 1.0.3 （51）
  - 8月26日 バージョン 1.1 （71）
  - 12月17日 バージョン 1.1.1 （77）… 常用漢字表改定に対応
- 2011年
  - 4月14日 バージョン 1.1.2 （81）
  - 7月20日 バージョン 1.1.3 （89） …  Mac OS X 10.7 Lionに対応
- 2012年
  - 1月19日 バージョン 1.1.4 （93）
  - 7月25日 バージョン 1.1.5 （102） … OS X 10.8 Mountain Lionに対応、Retinaディスプレイ対応、MobileMe同期機能削除（後継となるiCloudには「かわせみ2」での対応を検討中との発表[12]）
- 2013年11月28日 バージョン 2.0 （88） … OS X Mavericks 10.9対応、ショートカットメニュー、楽ひらによる手書き文字認識などを実装
- 2014年
  - 1月17日 バージョン 2.0.1 （95）
  - 8月5日 バージョン 2.0.2 （114）
  - 10月20日 バージョン 2.0.3  OS X Yosemite 10.10に対応
- 2015年
  - 4月17日 バージョン 2.0.4  iCloud同期機能の実装
  - 9月30日 バージョン 2.0.5  OS X El Capitan 10.11に対応
- 2016年
  - 6月17日 バージョン 2.0.6
  - 10月4日 バージョン 2.0.7 （180） macOS Sierra 10.12に対応[13]
- 2017年12月14日 バージョン 2.0.8 macOS High Sierra 10.13に対応[14]
- 2018年
  - 5月9日 バージョン 2.0.9[15]
  - 8月22日 バージョン 2.0.10[16]
  - 9月20日 バージョン 2.0.11[17]
- 2019年
  - 1月7日 バージョン 2.0.12[18] OS X El Capitan 10.11以降対応に変更、macOS Mojave 10.14のダークモードに対応
  - 4月26日 バージョン 2.0.13[19]
  - 5月21日 バージョン 2.0.14[20] 令和に対応
  - 10月9日 バージョン 2.0.15[21] macOS Catalina 10.15に対応
  - 11月13日 バージョン 2.0.16（265）[22]
- 2020年
  - 6月24日 バージョン 2.0.17（272）[23]
  - 12月15日 バージョン 3.0（17）[9] macOS Big Sur、Apple M1搭載機対応
- 2021年10月29日 バージョン 3.0.1（24）[24] macOS Monterey対応、macOS版「辞書 by 物書堂」連携強化
- 2022年10月28日 バージョン 3.0.2（38）[25] macOS Ventura対応
- 2023年
  - 9月25日 バージョン 3.0.3 macOS Sonoma暫定対応（動作保証外）[10]
  - 11月14日 バージョン 4.0（11）[11]  かわせみ3からのメジャーバージョンアップ製品。全候補表示機能など、複数の新機能が搭載
- 2024年
  - 4月2日 バージョン 4.0.1（d20） 複数の不具合修正、辞書の更新[26]
  - 10月1日 バージョン 4.0.2（d24） macOS Sequioa対応[27]